# Aedes kompi
Aedes kompi är en tvåvingeart som beskrevs av Vargas och Robert Jack Downs 1950. Aedes kompi ingår i släktet Aedes och familjen stickmyggor. Inga underarter finns listade i Catalogue of Life.